# Piña (Colón)
Piña es un corregimiento del distrito de Chagres en la provincia de Colón, República de Panamá. La localidad tiene 836 habitantes (2010).